# Deskati
Deskati (tiếng Hy Lạp: ?) là một khu tự quản ở vùng Tây Makedonías, Hy Lạp. Khu tự quản Deskati có diện tích 432 km², dân số theo điều tra ngày 18 tháng 3 năm 2001 là 7045 người.